# Kaido Kaaberma
Kaido Kaaberma (Haapsalu, 18 novembre 1968) è un ex schermidore estone, fino al 1991 sovietico, specializzato ella spada. Ha vinto una medaglia d'oro, una d'argento ed una di bronzo ai Campionati mondiali di scherma.